# Ciència bàsica
Les ciències bàsiques, ciències fonamentals o ciències pures en la ciència, descriuen les forces dels objectes, les relacions entre si i les lleis que les regeixen, de tal manera que tots els altres fenòmens poden estar en principi derivats d'aquestes seguint la lògica del reduccionisme científic. La biologia, la geologia, la química i la física són ciències bàsiques; l'enginyeria no ho és.
Hi ha una diferència entre ciència fonamental i la ciència aplicada (o ciència pràctica). La ciència bàsica, en contrast amb la ciència aplicada, es defineix com un coneixement fonamental que es desenvolupa. El progrés de la ciència bàsica es basa en experiments ben controlats i observacions curoses. La ciència bàsica depèn de les deduccions de veritats demostrades, o s'estudia sense pensar en aplicacions pràctiques. Les ciències bàsiques han estat associades tradicionalment amb les ciències naturals; tanmateix, la recerca en les ciències socials i ciències del comportament es pot considerar fonamental.